# Luigi Pedrazzini (calciatore)
Luigi Pedrazzini (Milano, 20 luglio 1909 – ...) è stato un calciatore italiano, di ruolo ala.

## Carriera
Giocò 7 partite con l'Atalanta nel campionato 1926-1927, quindi una partita con la Cremonese nel campionato 1928-1929 e precisamente il 9 dicembre 1928 in Cremonese-Fiumana (4-1).
Gioca poi una partita con l'Ambrosiana nel primo campionato di Serie A, nella stagione 1929-1930.
Giocò poi due anni con la Catanzarese prima di vivere un'esperienza calcistica in Svizzera (dove vinse un campionato con il Servette). Chiuse la carriera calcistica a Crema in Prima Divisione.

## Palmarès

### Club

#### Competizioni nazionali
- Campionato svizzero: 1

Servette: 1932-1933